# Ижорский завод (платформа)
Ижо́рский заво́д — железнодорожная платформа на московском направлении Санкт-Петербургского отделения Октябрьской железной дороги. Располагается в городе Колпино в черте Санкт-Петербурга, вблизи производственных зданий одноимённого завода.
Предназначена в первую очередь для рабочих завода, для которых от платформы построен тоннель на заводскую территорию, заканчивающийся пунктом пропуска (проходной).
На платформе останавливаются большинство проходящих через неё пригородных электропоездов.

### Расписание электропоездов
- Расписание пригородных поездов. Яндекс.Расписания.
- Расписание пригородных поездов на tutu.ru